# 环己丙酸诺龙

19-去甲睾酮（Nandrolone，诺龙），环己丙酸诺龙的最终活性形式

环己丙酸诺龙（或称为19-去甲睾酮-17β-环己丙酸酯，19-nortestosterone 17β-(3-cyclohexyl)propionate，缩写NTHCP，商品名有Andol等）是一种有机化合物，化学式C
27H
40O
3，是一种雄激素同化類固醇（AAS）药物。